# Abies fraseri
Abies fraseri là một loài thực vật hạt trần trong họ Thông. Loài này được (Pursh) Poir. miêu tả khoa học đầu tiên năm 1817.